# Palatul Regal din Napoli

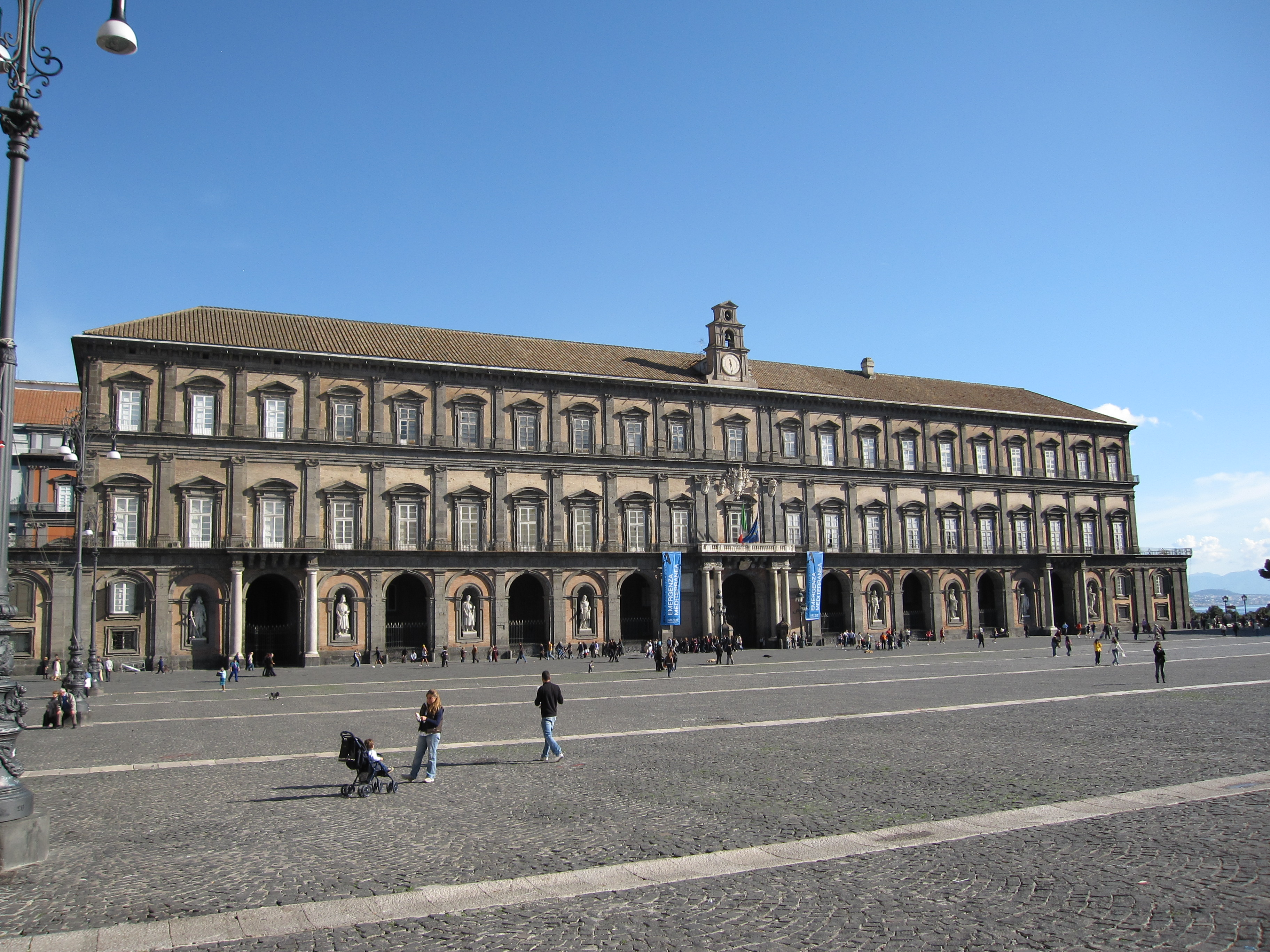
Faţada Palatului Regal

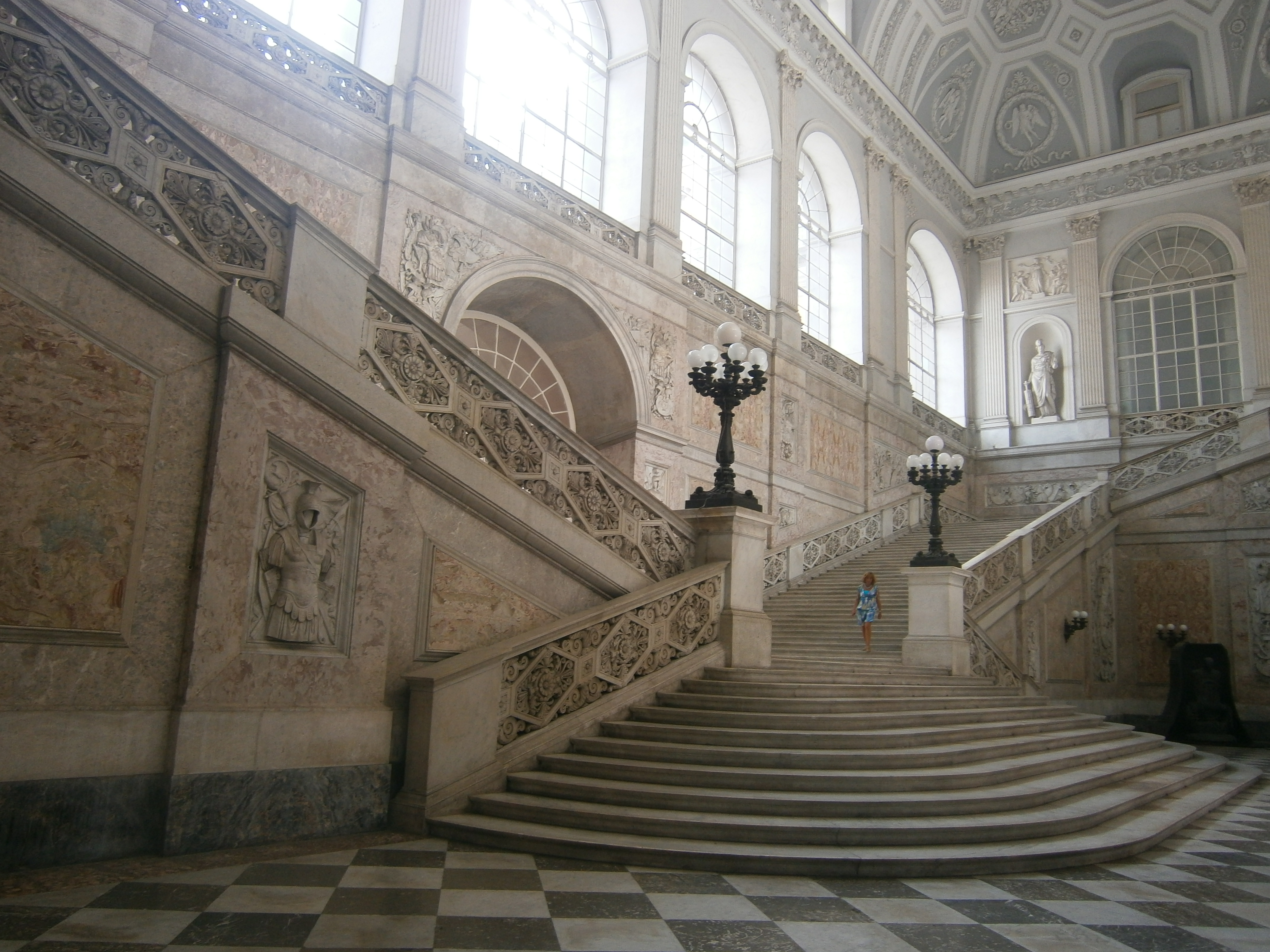
Scările principale

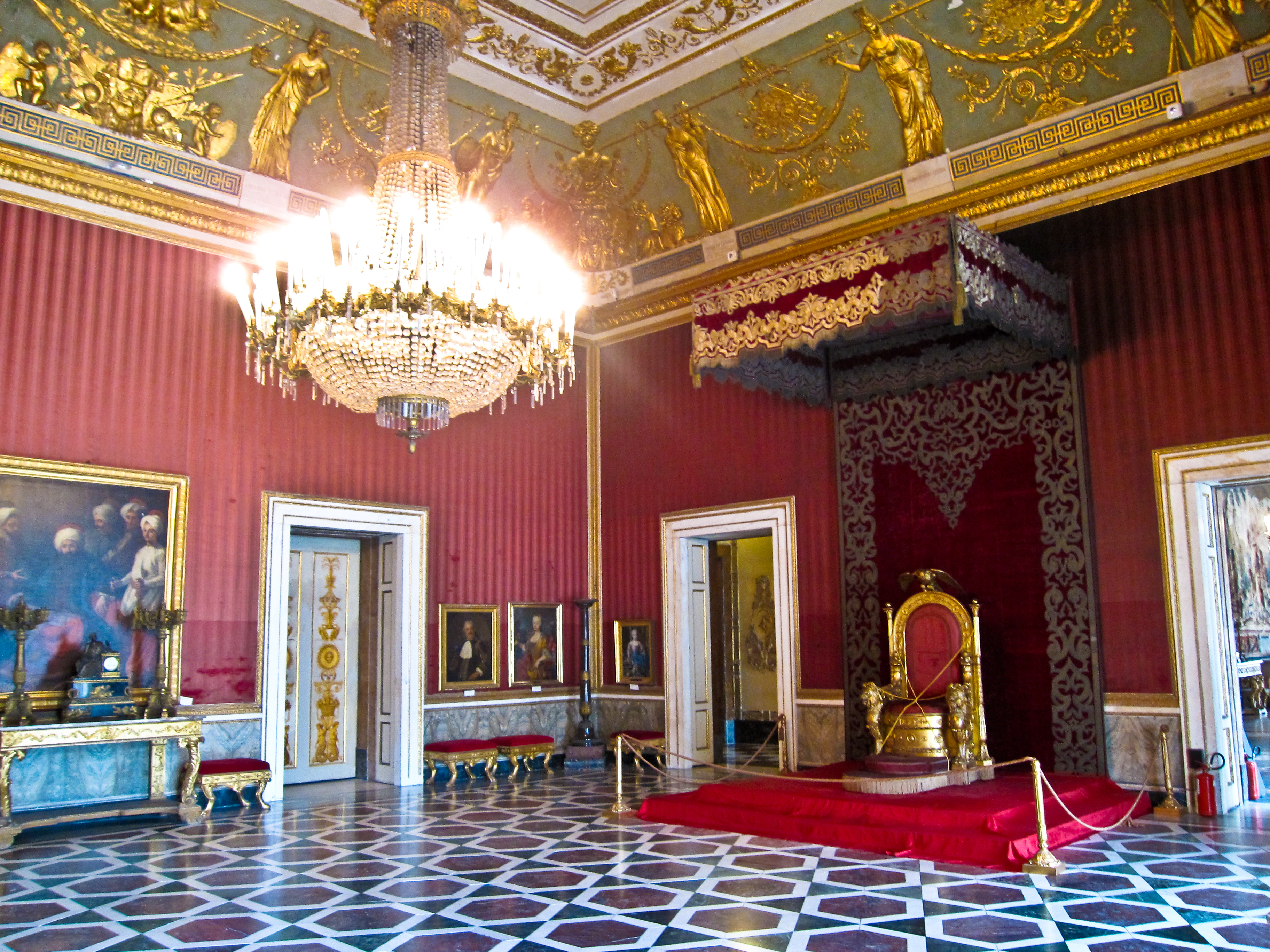
Sala tronului

Palatul Regal din Napoli se află în centrul orașului Napoli din sudul Italiei, având fațada principală către Piazza del Plebiscito. A fost una din cele patru reședințe din regiunea Napoli folosite de regii Bourboni în timpul domniei lor în Regatul celor Două Sicilii (1730-1860). Celelalte au fost Palatul Regal din Caserta, Reggia di Capodimonte⁠(it)[traduceți] (cu vedere spre Napoli) și Palatul Portici (pe pantele Vezuviului).

## Istoric
Palatul se află pe locul unei clădiri mai vechi, în care a locuit fostul vicerege Don Pedro de Toledo, marchiz de Villafranca. Construcția actualei clădiri a fost începută în secolul al XVII-lea de către arhitectul Domenico Fontana. Palatul era destinat a-l găzdui pe regele Filip al III-lea al Spaniei cu prilejul unei vizite care nu a mai fost efectuată în această parte a împărăției lui, în schimb l-a adăpostit inițial pe viceregele Fernando Ruiz de Castro, nobil de Lemos. Pe la 1616 fațada au fost finalizată, iar pe la 1620 interiorul a fost pictat în frescă de Battistello Caracciolo, Giovanni Balducci și Belisario Corenzio. Decorarea Capelei Regale a Adormirii Maicii Domnului a fost finalizată abia în 1644 de Antonio Picchiatti.
În 1734, odată cu sosirea regelui Carol al III-lea al Spaniei la Napoli, palatul a devenit reședință regală a Bourbonilor. Cu ocazia căsătoriei sale cu Maria Amalia de Saxonia în 1738, Francesco De Mura și Domenico Antonio Vaccaro au contribuit la remodelarea interiorului. Regele Carol a construit alte trei palate situate mai la periferia centrului orașului. Lucrări de modernizare au avut loc sub domnia lui Ferdinand I al celor Două Sicilii. În 1768, cu ocazia căsătoriei sale cu Maria Carolina a Austriei, Sala Mare a fost reconstruită sub supravegherea lui Ferdinando Fuga și s-a adăugat un teatru al curții. În cea de-a doua jumătate a secolului al XVIII-lea, a fost construită o aripă nouă, care în 1927 a devenit Biblioteca Națională Vittorio Emanuele al III-lea. Începând din secolul al XVIII-lea, reședința regală a fost mutată la Palatul din Caserta, deoarece orașul interior era mai ușor de apărat de atacurile navale, precum și mai îndepărtat de populația de multe ori rebelă din Napoli.
În timpul ocupației napoleoniene palatul a fost înfrumusețat de Joachim Murat și de soția sa, Caroline Bonaparte, cu  mobilier și decorațiuni neoclasice. Cu toate acestea, un incendiu izbucnit în 1837 a deteriorat mai multe camere, necesitând efectuarea unor restăurări în anii 1838-1858 sub conducerea lui Gaetano Genovese. În această perioadă s-au adăugat "Aripa Balurilor" și un punct de belvedere. La colțul palatului cu Teatrul San Carlo a fost construită o nouă fațadă care a ascuns palatul viceregal al lui Pedro de Toledo.
În 1922, s-a decis (prin Decretul ministrului Anile) să se transfere aici colecțiile Bibliotecii Naționale (adăpostite până atunci în palatul Muzeului Național de Arheologie). Transferul colecțiilor bibliotecii a fost făcut prin 1925.
Biblioteca a suferit de pe urma bombardamentelor din timpul celui de-al Doilea Război Mondial, iar ocupația militară ulterioară a clădirii a provocat pagube grave. Astăzi, palatul și clădirile adiacente găzduiesc celebrul Teatro San Carlo, mai micul Teatrino di Corte (recent restaurat), Biblioteca Nazionale Vittorio Emanuele III, un muzeu și birouri, inclusiv pe cele ale Consiliului de turism regional.

## Statuile regilor Neapolelui
În 1888, regele Umberto I de Savoia a făcut modificări la fațada de vest a clădirii (fațada dinspre Piazza del Plebiscito), dispunând așezarea în nișe a mai multor statui de conducători proeminenți ai dinastiilor care au guvernat acest oraș de la fondarea Regatului Neapolelui în secolul al II-lea. Statuile sunt dispuse în ordine cronologică cu privire la dinastia lor de apartenență, începând cu Roger Normandul, când orașul a fost un stat independent (sculptată de Emilio Franceschi), și terminând cu Victor Emanuel al II-lea, statuia cea mai înaltă și ultima adăugată din voința regelui însuși (sculptată de Francis Jerace). Celelalte statui îi reprezintă pe Frederic al II-lea de Hohenstaufen (de Emanuele Caggiano), Carol I de Anjou (sculptată de Tommaso Solari (1820-1889)), Alfonso de Aragon (sculptată de Achille D'Orsi), împăratul Carol al V-lea (sculptată de Vincenzo Groan), Carol al III-lea al Spaniei (sculptată de Raffaele Belliazzi), și Joachim Murat (sculptată de Giovanni Battista Amendola). Niciuna dintre statui nu se referă la dinastia de Bourbon, nici măcar Carol de Bourbon, care este, de fapt, inscripționat cu numele de Carol al III-lea.
De o parte și de alta a intrării în Palatul Regal se află "Caii de bronz", două statui ecvestre donate regelui Ferdinand al II-lea de către țarul Nicolae I al Rusiei. Două grupuri identice realizate în Rusia de același autor, Peter Clodt von Jürgensburg, pot fi găsite pe marginile podului Anicikov de pe râul Fontanka din Sankt Petersburg și în Parcul Heinrich-von-Kleist Park din Berlin, acesta din urmă fiind un cadou al țarului Nicolae I pentru regele prusac, Frederic Wilhelm al IV-lea al Prusiei.

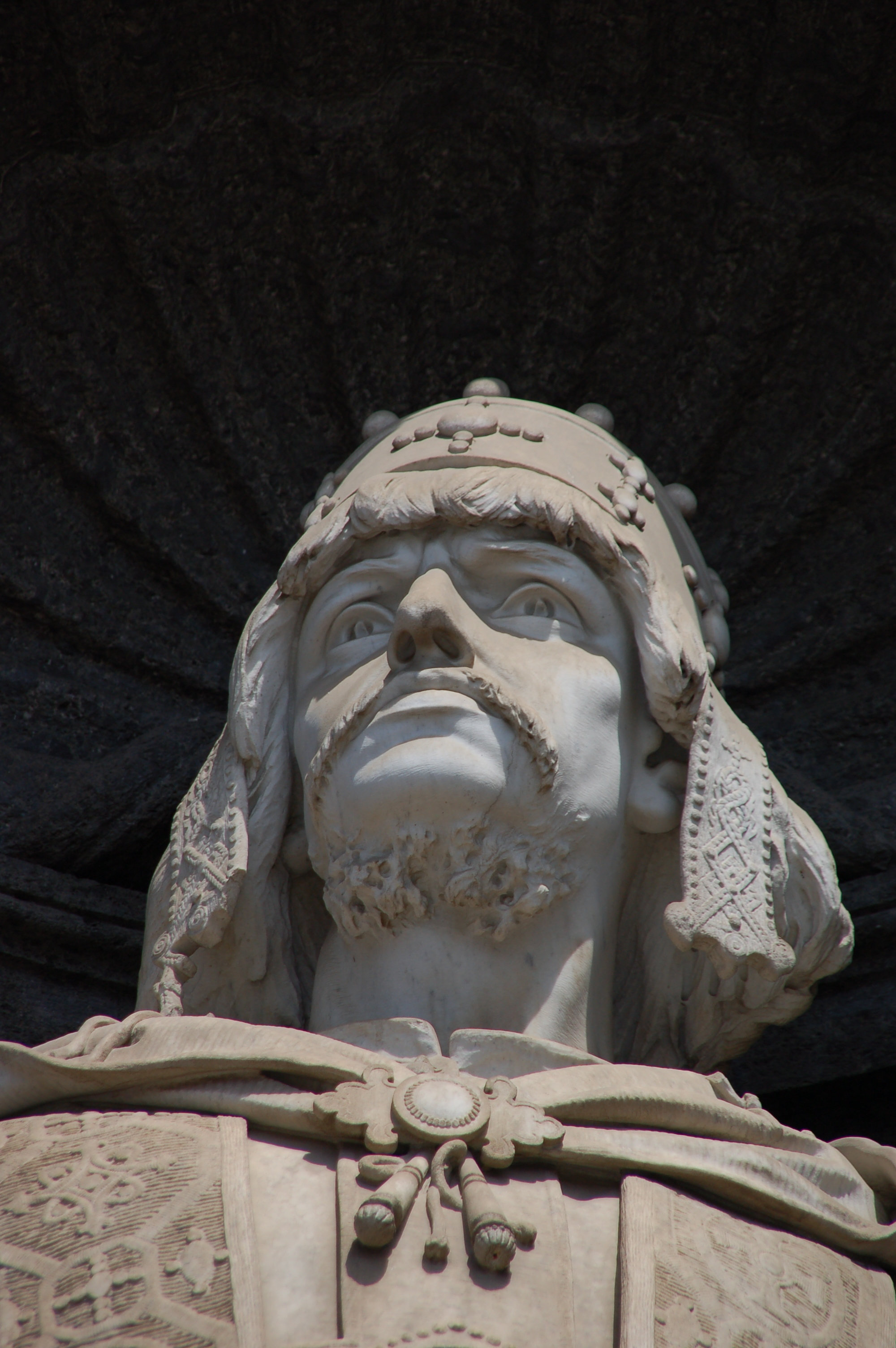
Roger Normandul (Roger al II-lea al Siciliei)
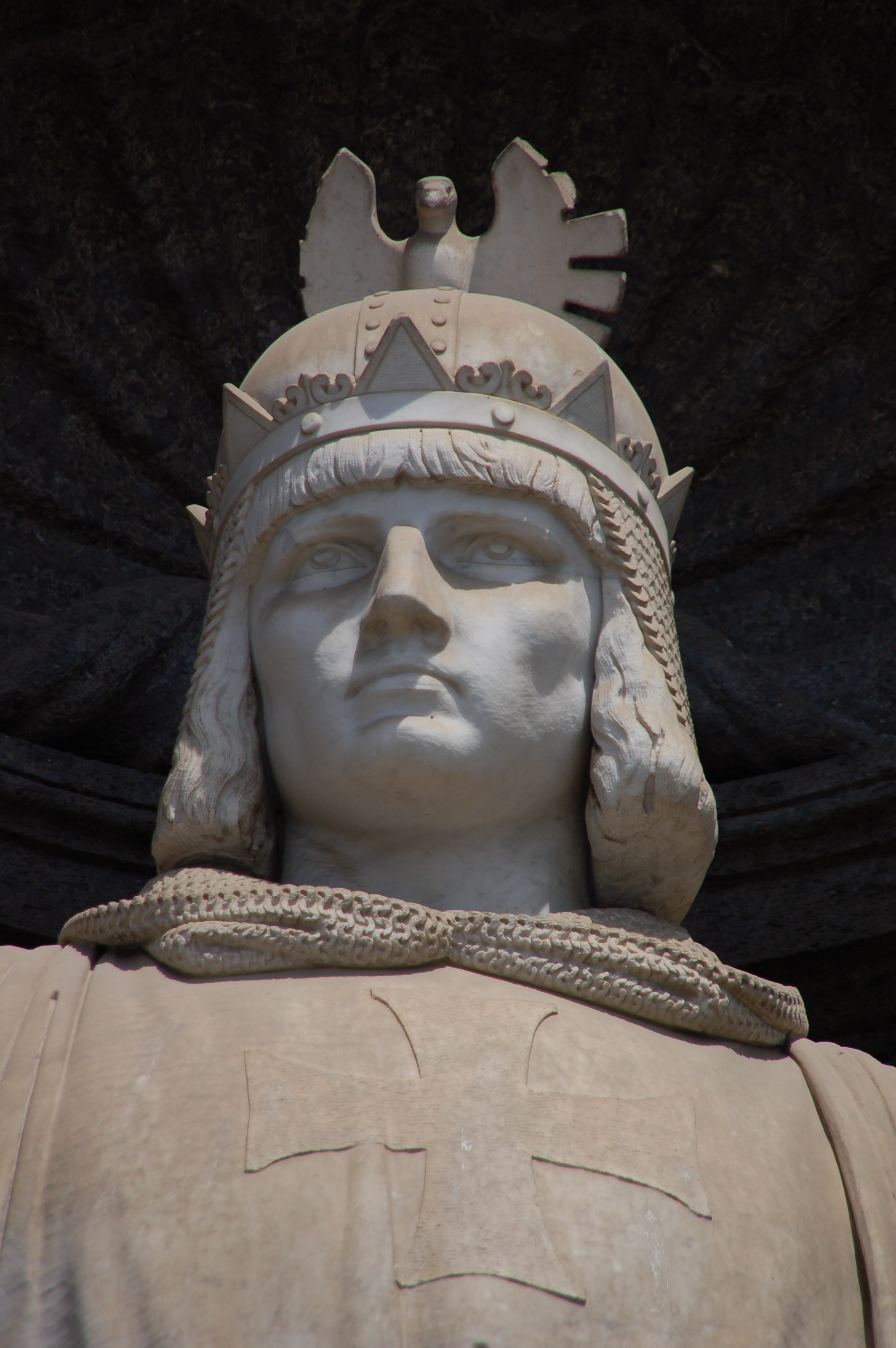
Frederic al II-lea (împărat al Sfântului Imperiu Roman)
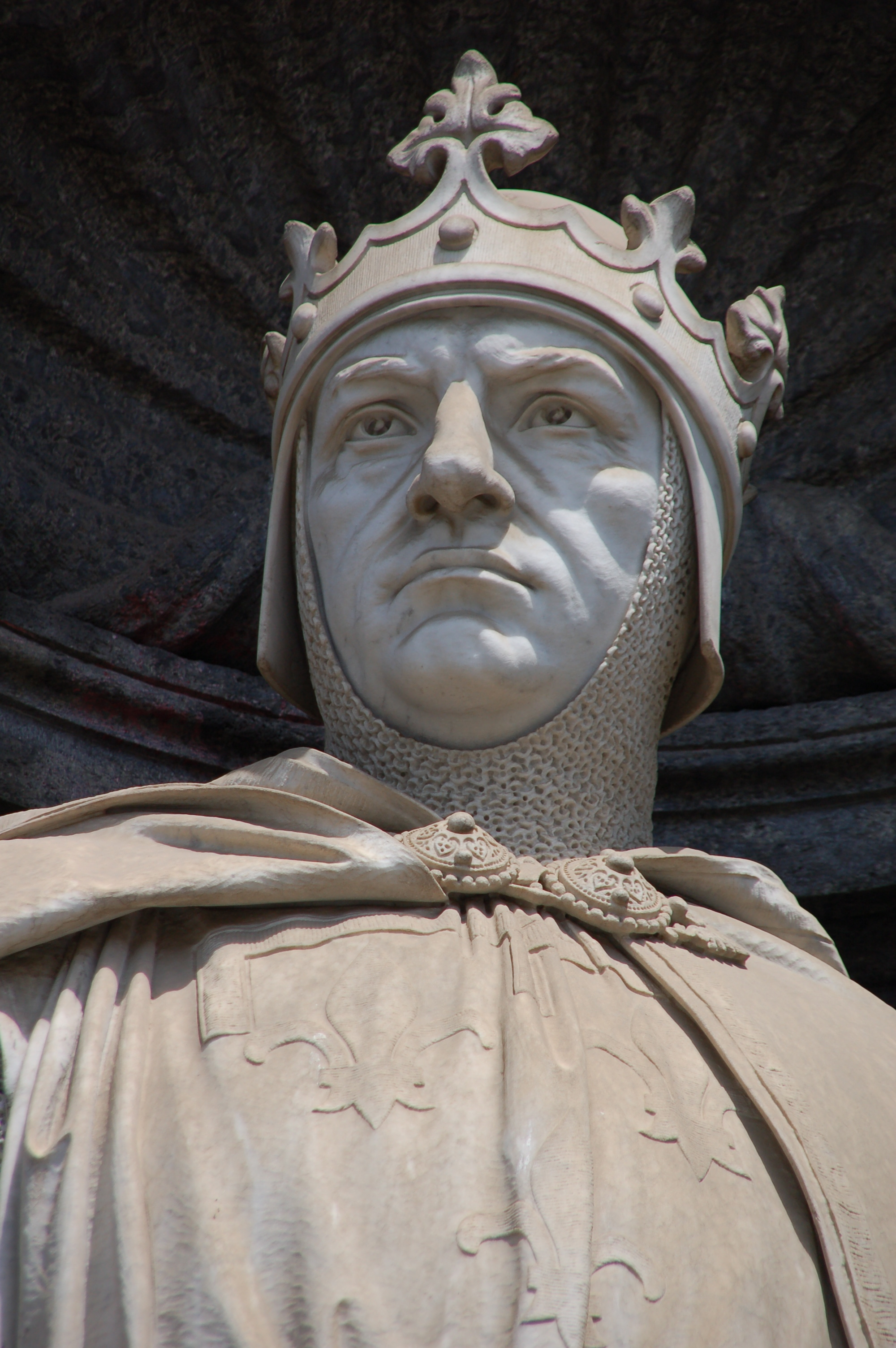
Carol I de Anjou
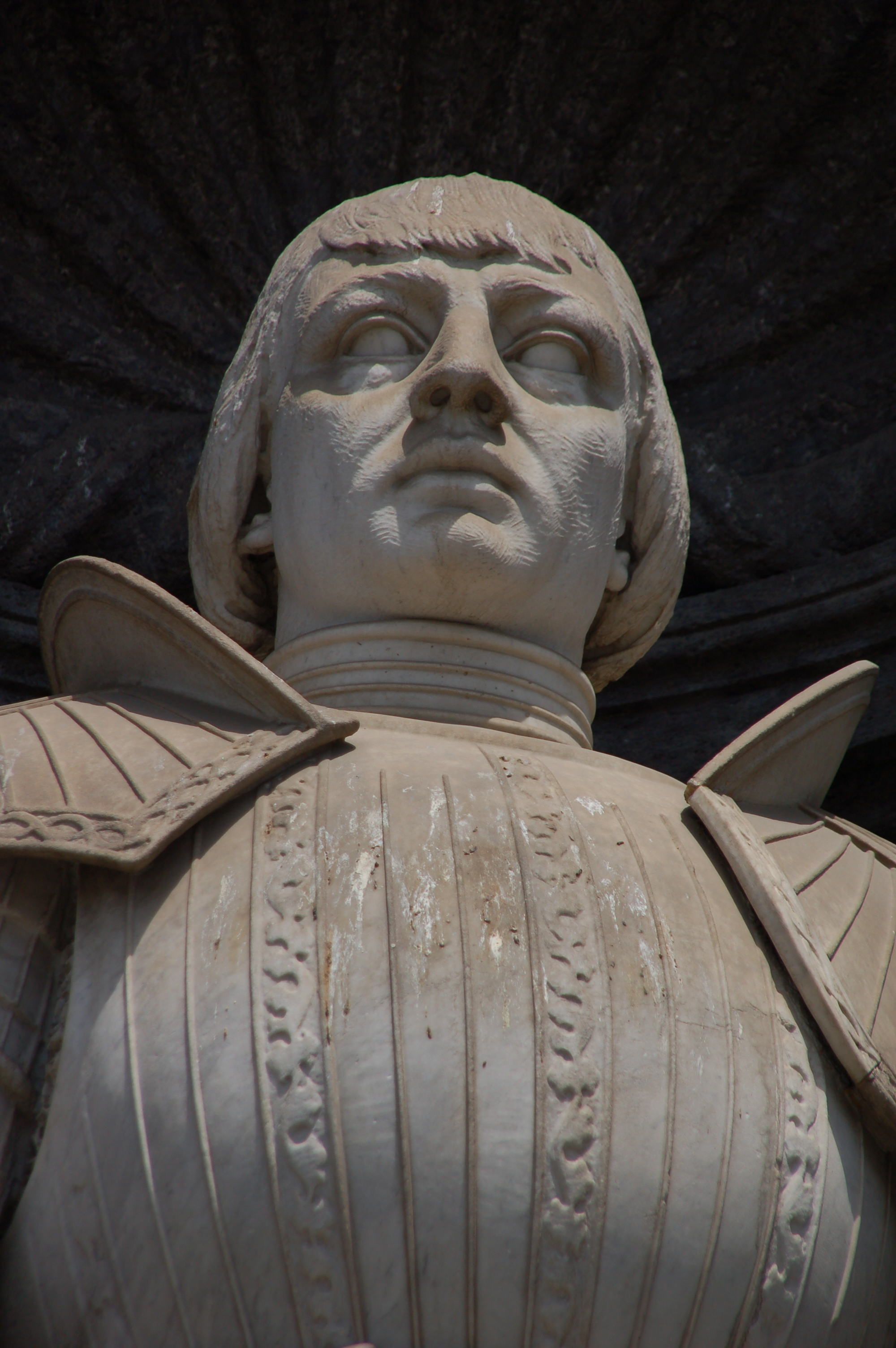
Alfonso al V-lea al Aragonului (Alfonso I al Neapolelui)
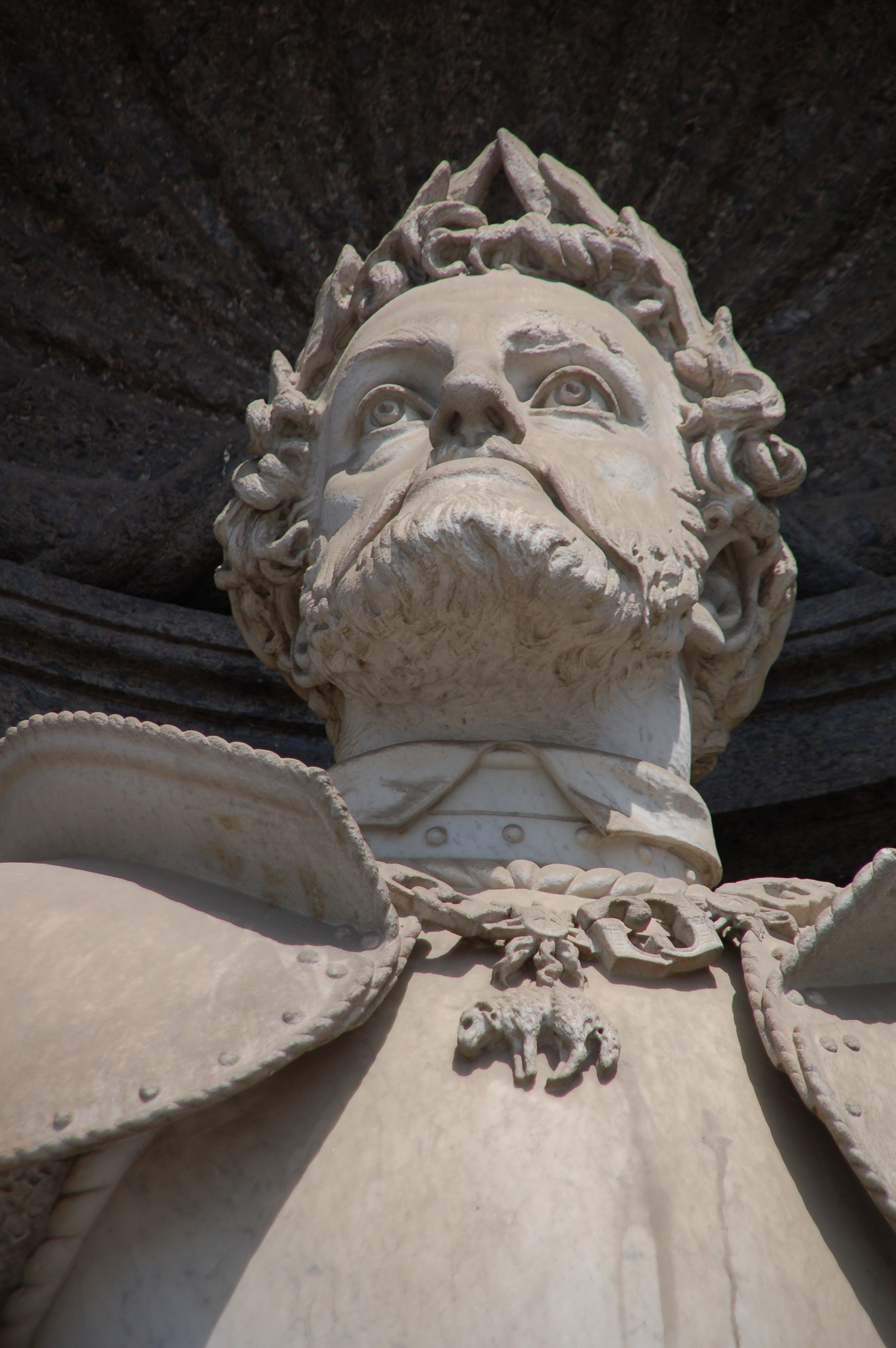
Carol Quintul (Carol I al Spaniei)
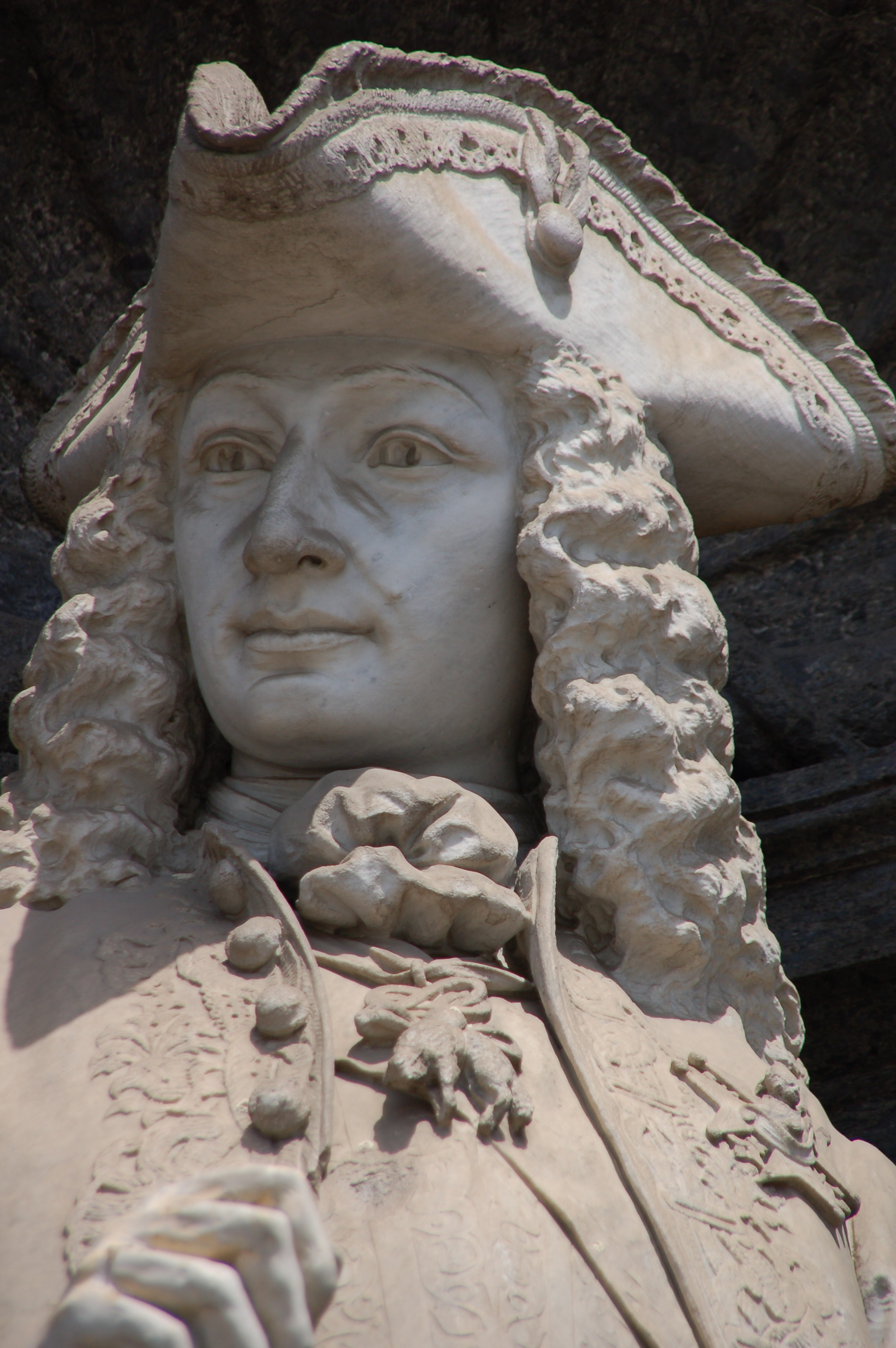
Carol al III-lea al Spaniei (Carol de Bourbon)
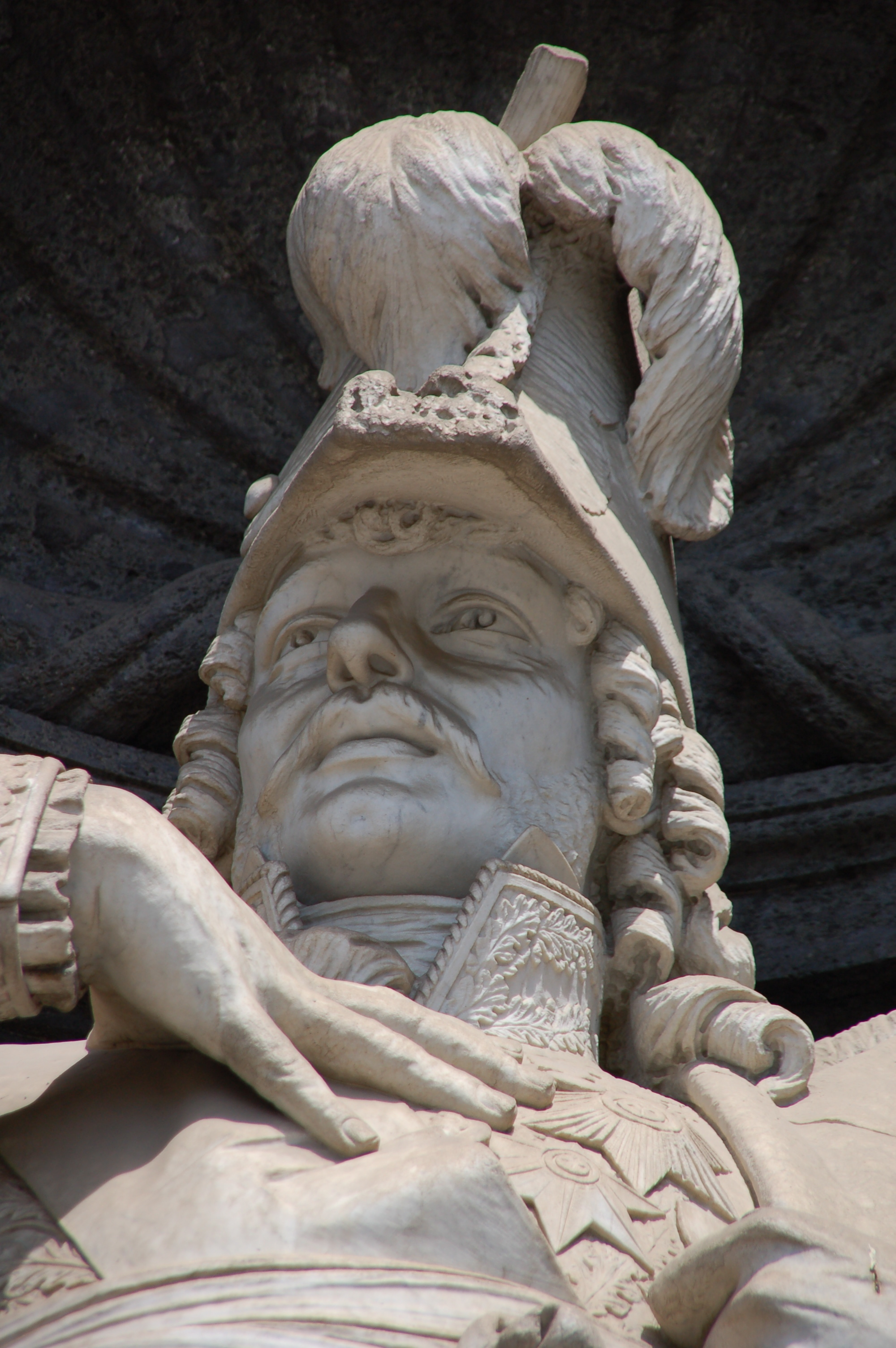
Joachim Murat
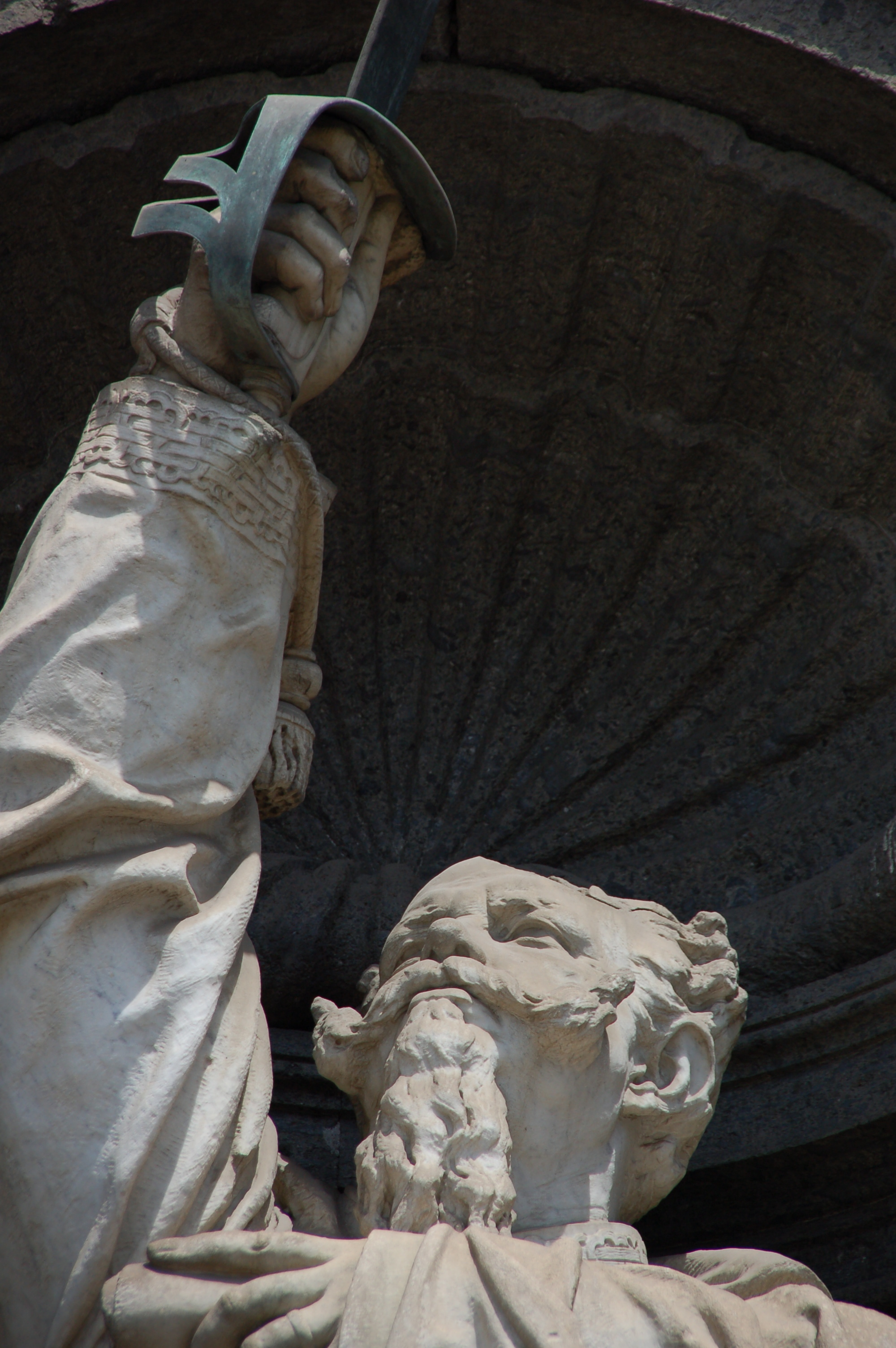
Victor Emanuel al II-lea
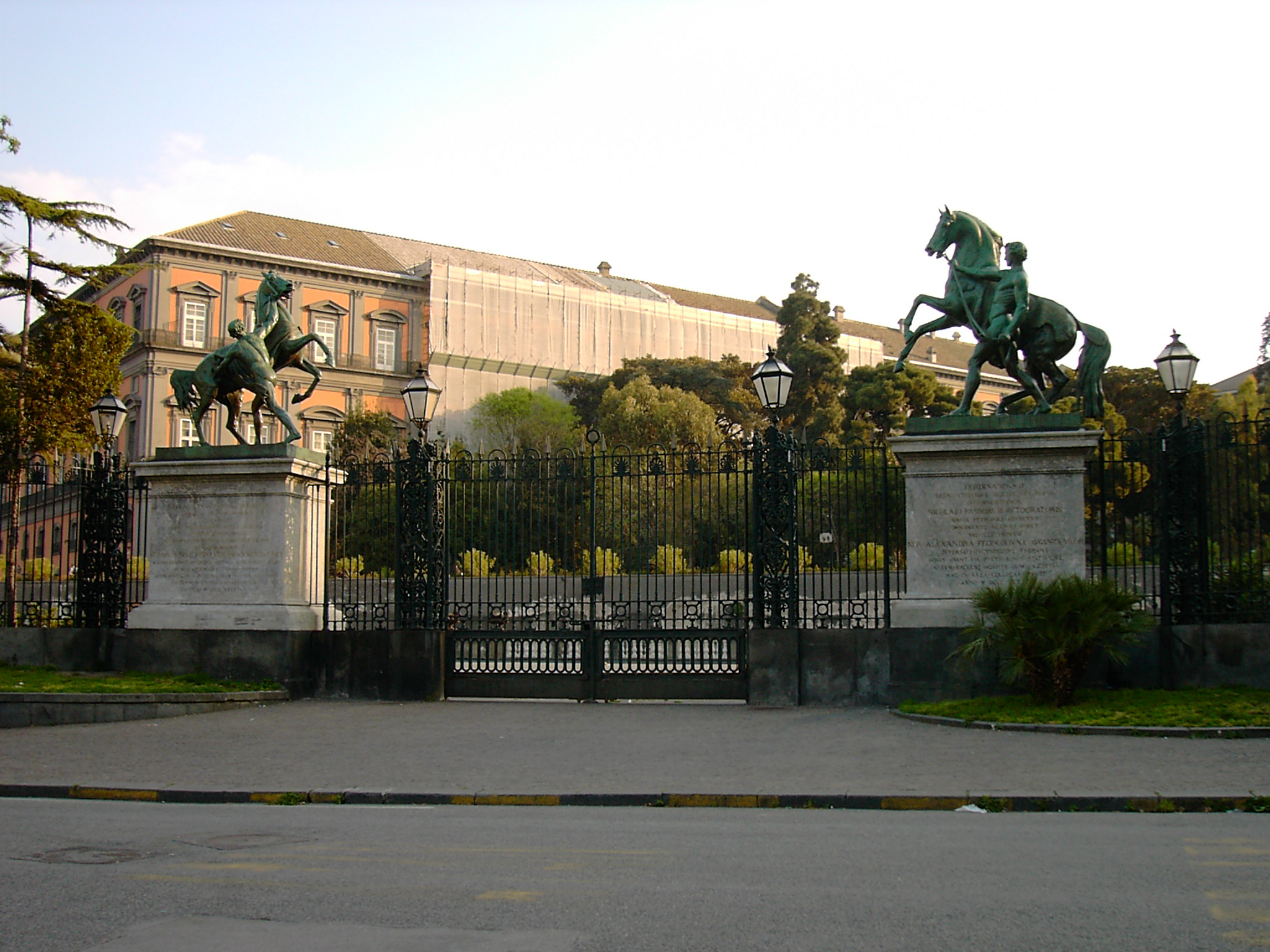
"Caii de bronz"